# Département de la Culture, des Médias et du Sport
Pour les autres articles nationaux ou selon les autres juridictions, voir Ministère de la Culture.
Le département de la Culture, des Médias et du Sport (Department for Culture, Media and Sport ou DCMS) est un département exécutif du gouvernement britannique chargé de la culture, des sports et des médias.
Il est dirigé par le secrétaire d'État à la Culture, aux Médias et aux Sports.

## Histoire
Le département de la Culture est créé en 1992 sur décision du Premier ministre conservateur John Major et sous le nom de département du Patrimoine national (Department of National Heritage, DNH). Il rassemble notamment les fonctions de ministre des Arts et de ministre des Sports. Il prend son nom actuel en 1997, à l'arrivée au pouvoir des travaillistes dirigés Tony Blair.
En 2005, le DCMS coordonne avec succès la candidature de Londres aux Jeux olympiques d'été de 2012. À ce titre, il a été choisi pour superviser les organismes chargés de la réalisation et de la gestion des infrastructures, notamment l'Autorité des autorisations olympiques (ODA) et le Comité d'organisation des jeux (LOCOG). Au cours du remaniement ministériel du 28 juin 2007, la secrétaire d'État à la Culture, aux Médias et aux Sports, Tessa Jowell, a changé d'affectation tout en restant ministre des Jeux olympiques. Toutefois, l'équipe du Government Olympic Executive (GOE) est restée rattachée au département de la Culture.
Par ailleurs, à la suite des attentats du 7 juillet 2005 à Londres, le département a été chargé de coordonner l'aide humanitaire aux familles des victimes et d'organiser les événements commémoratifs.
Le titulaire du DCMS portait le titre de secrétaire d'État à la Culture, aux Jeux olympiques, aux Médias et aux Sports sans que le titre du département ait été modifié.

## Missions

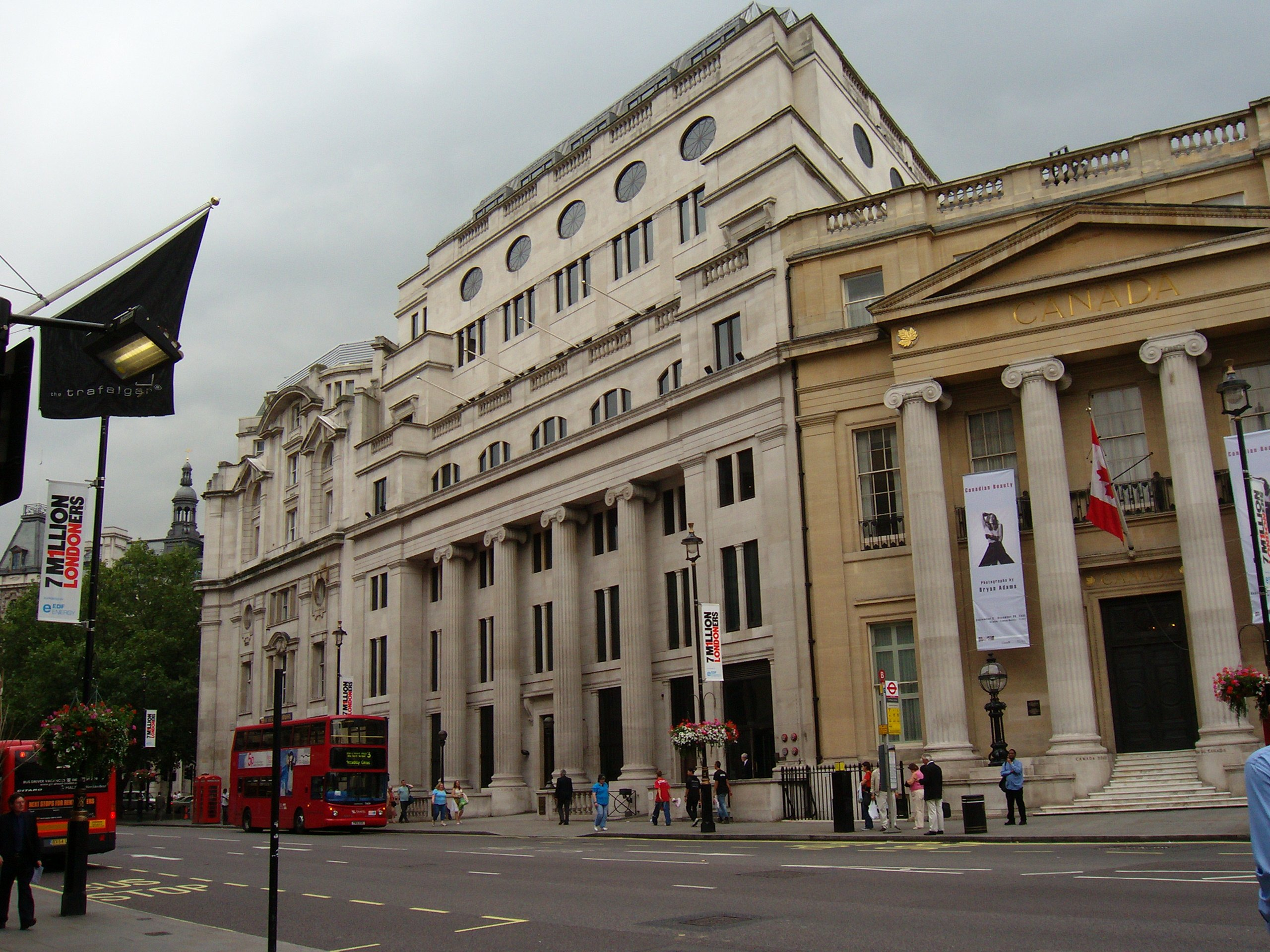
Siège du département de la Culture à Londres.

Le département de la Culture, des Médias et du Sport est responsable des politiques gouvernementales qui concernent :
- les arts
- la production radiophonique et télévisuelle
- l'industrie de la création, à savoir la publicité, le marché des arts, le design, la mode, le cinéma et l'industrie musicale
- le patrimoine
- les jeux de hasard
- les bibliothèques
- les musées
- la Loterie nationale
- la liberté et la réglementation de la presse
- les sports
- le tourisme.

Concernant le design ainsi que les relations avec l'industrie du jeu vidéo, le département agit de concert avec le département des Affaires, de l'Innovation et du Savoir-faire.
Il est également le propriétaire actuel de Channel 4.
Il gère en outre la Collection artistique du gouvernement et le domaine de la Couronne.
De plus, la culture, le sport et le tourisme sont des domaines décentralisés, dont la gestion incombe aux départements compétents d'Écosse, d'Irlande du Nord et du pays de Galles. Le département de la Culture n'est de ce fait compétent pour le tourisme qu'en Angleterre.

## Direction
L'équipe ministérielle du DCMS actuelle est :
- Secrétaire d'État à la Culture, aux Médias et aux Sports : Lisa Nandy
  - Ministre d'État aux Médias, aux Données et aux Infrastructures numériques :
    - Sous-secrétaire d'État parlementaire aux Sports, au Tourisme et à la Société civile :
    - Sous-secrétaire d'État parlementaire à la Technologie et à l'Économie numérique :
    - Sous-secrétaire d'État parlementaire aux Arts et au Patrimoine :

- Secrétaires permanents (intérim) : Ruth Hannant et Polly Payne